# Pristimantis luteolateralis
Pristimantis luteolateralis är en groddjursart som först beskrevs av Lynch 1976.  Pristimantis luteolateralis ingår i släktet Pristimantis och familjen Strabomantidae. IUCN kategoriserar arten globalt som nära hotad. Inga underarter finns listade i Catalogue of Life.